# Brauner Bär, wen siehst denn du?
Brauner Bär, wen siehst denn du? (englischer Originaltitel Brown Bear, Brown Bear, What Do You See?) ist ein Bilderbuch des US-amerikanischen Autors Bill Martin Jr., das 1967 beim Verlag Holt, Rinehart & Winston mit Illustrationen von Eric Carle veröffentlicht wurde. Die deutsche Erstausgabe erschien 1984 beim Gerstenberg Verlag.

## Inhalt
Die Geschichte startet mit einem Braunbär, der gefragt wird, was er sieht. Dieser antwortet, dass er einen roten Vogel sieht. Nun wird diesem dieselbe Frage gestellt: Der rote Vogel erwidert, dass er eine gelbe Ente sieht. Auf diese Weise setzt sich das Frage-Antwort-Spiel fort: Es folgt ein blaues Pferd, ein grüner Frosch, eine lila Katze, ein weißer Hund, ein schwarzes Schaf, ein Goldfisch, eine Lehrerin und deren Schüler. Als Letztere gefragt werden, was sie sehen, zählen sie nochmals alle im Buch vorkommenden Tiere auf.

## Entstehung
Als Bill Martin Jr. auf der Suche nach einem Illustrator für den Text von Brauner Bär, wen siehst denn du? war, wurde er beim Durchblättern einer Zeitschrift bei seinem Zahnarzt auf Eric Carle aufmerksam, der sich zu jener Zeit auf Werbeillustrationen für die pharmazeutische Industrie spezialisiert hatte. Für Carle erfüllte sich durch die kurz darauf vereinbarte Zusammenarbeit mit Martin ein Herzenswunsch: „Ich war Feuer und Flamme! Ich erkannte, dass es möglich war, etwas Besonderes zu tun, das einem Kind die Freude an Büchern zeigt.“ Die Erstausgabe von 1967 war Teil einer Buchreihe, die der Holt-Verlag direkt an Schulen vermarktete. Das Buch war unter Lehrern ein Riesenerfolg und viele von ihnen äußerten gegenüber dem Verlag den Wunsch nach einer regulären Ausgabe für den Handel, dem dieser 1976 nachkam.
Martin und Carle veröffentlichten später weitere Bilderbücher, die wie Brauner Bär, wen siehst denn du? aufgebaut sind: Lieber Eisbär, hör gut zu! (englischer Originaltitel Polar Bear, Polar Bear, What Do You Hear?), Pandabär, Pandabär, wen siehst denn du? (englischer Originaltitel Panda Bear, Panda Bear, What Do You See?) und Kleiner Bär, kleiner Bär, was siehst du da? (englischer Originaltitel Baby Bear, Baby Bear, What Do You See?).

## Rezeption
Kaylee Davis schreibt in ihrer Buchrezension: „Das Bilderbuch Brauner Bär, wen siehst denn du? hat sich mehr als sechs Millionen Mal verkauft […] Es ist die rhythmische Sprache und die unglaublich lebendige Kunst, die die Aufmerksamkeit von Kleinkindern und Vorschülern einfängt. Kinder lieben es, bei jedem Umblättern die herrliche Menagerie an Tieren zu antizipieren und speichern sie rasch ab. Aber ich muss Sie warnen: Wenn das Buch zu Ende ist, hören Sie höchstwahrscheinlich ein ‚nochmal!‘.“

## Referenzen
Brauner Bär, wen siehst denn du? ist in dem literarischen Nachschlagewerk 1001 Kinder- und Jugendbücher – Lies uns, bevor Du erwachsen bist! für die Altersstufe 3+ Jahre enthalten.

## Ausgaben
- Brown Bear, Brown Bear, What Do You See? 1. Auflage. Holt, Rinehart & Winston, USA 1967 (englisch).
- Brauner Bär, wen siehst denn du? 1. Auflage. Gerstenberg, 1984.